# Pelasgus minutus
Pelasgus minutus é uma espécie de peixe actinopterígeo da família Cyprinidae.
Apenas pode ser encontrada na Albania.